# Thomas Ströhl
Thomas Ströhl (* 10. Oktober 1988 in Erfurt) ist ein ehemaliger deutscher Fußballspieler.

## Karriere
Ströhl spielte bis zum neunten Lebensjahr beim FSV 1921 Herbsleben und durchlief danach die Nachwuchsmannschaften von Rot-Weiß Erfurt. In der Saison 2006/07 erreichte er mit der A-Jugend den 10. Platz in der U-19-Bundesliga und durfte in diesem Jahr auch einmal für die U-23 in der Oberliga NOFV-Süd spielen. In der folgenden Saison wechselte er fest in die zweite Mannschaft, die abgestiegen war und am Ende den direkten Wiederaufstieg schaffte. Am 36. Spieltag der Saison 2007/08 gab er gegen den VfB Lübeck sein Debüt in der ersten Mannschaft. Diese wiederum qualifizierte sich für die neue eingleisige 3. Liga. Dort gab er dann am 8. Spieltag der folgenden Saison sein Profidebüt. Außerdem kam er in der Rückrunde immer öfter im ersten Team zum Einsatz.
In der Drittliga-Spielzeit 2009/10 gehörte Ströhl erstmals fest zum Stamm in der 3. Liga und absolvierte 28 von 38 möglichen Saisoneinsätzen. Im Jahr darauf verpasste er allerdings erst wegen Leistenproblemen und dann wegen eines Meniskuseinrisses einen großen Teil der Saison und den Rest der Rückrunde war er nur noch Einwechselspieler. In seinem fünften Jahr für RW Erfurt stand er am Anfang als linker Verteidiger wieder im Stamm der Mannschaft. In der Rückrunde 2011/12 verlor er allerdings den Stammplatz und kam nur noch unregelmäßig zum Einsatz. Nach 15 Jahren beim FC Rot-Weiß verließ Ströhl seine Erfurter Heimat im Sommer 2013 und wechselte zum Goslarer SC 08 in die Regionalliga Nord. Dort kam er in der Saison 2013/14 zu 21 Einsätzen und erreichte mit Goslar Rang fünf. Am 2. Juni 2014 wechselte Ströhl zum FC Carl Zeiss Jena, wo er einen Zweijahresvertrag unterschrieb. Schon im Sommer 2015 wechselte er zum Ligakonkurrenten VfB Germania Halberstadt in der Regionalliga Nordost. Im Sommer 2016 gab der VfV Borussia 06 Hildesheim kurz vor der Abfahrt in sein Trainingslager die Verpflichtung Ströhls bekannt.
2019 wechselte er zum USI Lupo-Martini Wolfsburg, wo er 17 Spiele spielte und 1 Tor erzielte. Anfang 2022 beendet er seine sportliche Karriere.